# Kuannit
Kuannit [kuˈanːit] (nach alter Rechtschreibung Kuánit, auch Avigaat, dänisch Kvaneø) ist eine wüst gefallene grönländische Siedlung im Distrikt Paamiut in der Kommuneqarfik Sermersooq.

## Lage
Kuannit liegt in einer kleinen Bucht im Südwesten einer gleichnamigen Insel am Ausgang des Fjords Qassit. Paamiut befindet sich 27 km südlich.

## Geschichte
Kuannit wurde 1868 gegründet, als der Udsted Avigaat drei Kilometer nach Nordosten hierhin verlegt wurde. Dabei wurde der Ortsname mitgenommen, sodass Kuannit auch weiterhin noch als Avigaat bezeichnet wurde, wobei das alte Avigaat bei der Umsiedlung nicht aufgegeben wurde, sondern weiter als Wohnplatz existierte. Zur Unterscheidung erhielt Kuannit seinen Namen nach der Insel, auf der es nun lag. Diese Insel mit dem dänischen Namen Kvaneø, der teils auch als dänischer Name für die Siedlung genutzt wurde, trägt aber denselben Namen, wie die Insel, auf der im selben Distrikt Kangilineq liegt, das ebenfalls den dänischen Beinamen Kvaneø trägt.
Ab 1911 war Kuannit der Hauptort der Gemeinde Avigaat innerhalb des Kolonialdistrikts Frederikshaab, zu der noch die Wohnplätze Avigaat und Qeqertarsuaq gehörten. Sie war Teil des 7. Landesratswahlkreises Südgrönlands.
1918 hatte Kuannit 60 Einwohner, die größtenteils rein grönlandstämmig waren. Unter ihnen war der Udstedsverwalter und ein Katechet sowie acht Jäger. Neben zehn grönländischen Wohnhäusern, die teils gut, teils äußerst schlecht gebaut waren, gab es in Kuannit eine Wohnung für den Udstedsverwalter aus dem Jahr 1867 mit drei Zimmern, die im Dachgeschoss einen Laden hatte. 1870 wurde ein Speckhaus mit Proviantlager errichtet. Außerdem gab es in Kuannit eine Fassbinderei und ein als Torfmauerhaus errichtetes Pulverhaus.
Erst 1922 erhielt Kuannit eine Schulkapelle. Außerdem erhielt der Ort in den 1920er Jahren einen neuen Laden und ein Fischhaus. 1939 erhielt der Udstedsverwalter ein neues Wohnhaus. Zwischen 1930 und 1950 lag die Einwohnerzahl bei etwa 100 Personen.
1950 wurde Kuannit in die Gemeinde Paamiut eingegliedert. 1951 wurde ein Fischhaus errichtet, 1954 eine Werkstatt und 1960 eine Telestation. 1960 lebten 103 Menschen in Kuannit. 1970 waren es noch 79 und 1980 noch 49.

## Söhne und Töchter
- Peter Olsen (1892–1930), Dichter, Komponist und Katechet
- Lamik Møller (1941–1999), Landesrat

## Bevölkerungsentwicklung
Um 1980 lebten noch rund 50 Personen in Kuannit. 1984 verließen jedoch schlagartig alle Bewohner den Ort, der seither verlassen ist.